# 블라디미르 코즐로프
블라디미르 코즐로프(Vladimir Kozlov, 1979년 4월 27일 ~ )는 우크라이나의 남자 프로레슬링선수다. 본명은 올레크 알렉산드로비치 프루디우스(Oleg Aleksandrovich Prudius)다.피니쉬 무브는 아이언 커틴(스파인버스터)를 사용한다. 키는 178cm, 몸무게는 86kg이다.

## 수상
- WWE 태그팀 챔피언 (구 버전) 1회